# Église Notre-Dame de Calais
L’église Notre-Dame de Calais date des XIVe et XVIe siècles. Elle fait l’objet d’un classement au titre des monuments historiques depuis le 13 septembre 1913.

## Histoire

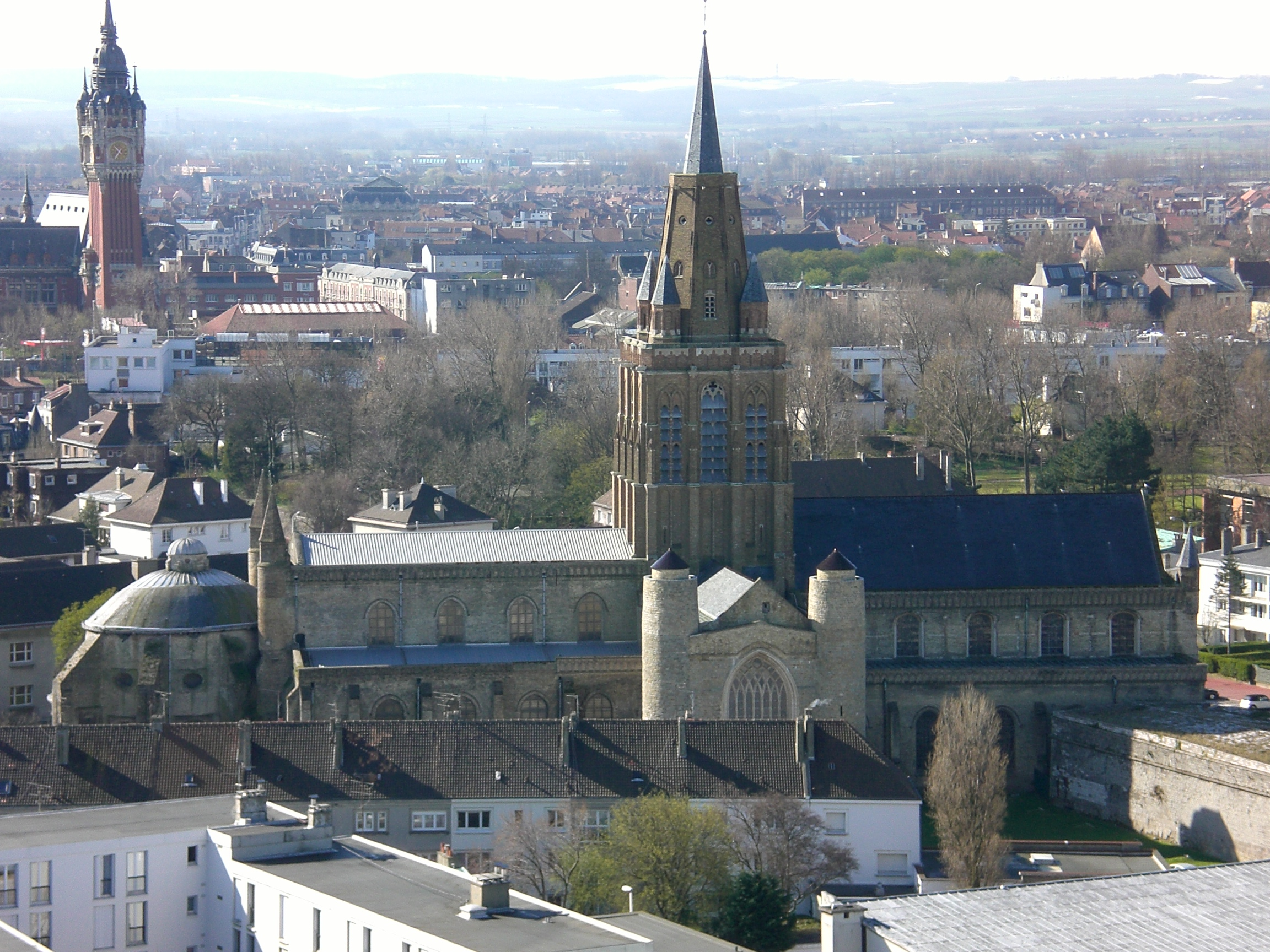
Vue d'ensemble, avec le beffroi de l'hôtel de ville.

### Une construction médiévale
L’église d’origine, construite à l’emplacement de l’actuel transept, date du début du XIIIe siècle. Cette église était de forme rectangulaire avec deux tours de façade pour l'entrée.
Très endommagé pendant la guerre de Cent Ans entre la France et l'Angleterre en 1346-1347, l'édifice est reconstruit et agrandi sous l’occupation anglaise de la seconde moitié du XIVe siècle jusqu’au XVIe siècle. Notre-Dame est ainsi rattachée à l'archevêché de Canterbury. L'église deviendra ainsi dans la seconde moitié du XVe siècle l'édifice religieux le plus important de la ville. Pour les travaux d'agrandissement, les Anglais font appel à leurs alliés flamands. Ils vont construire les parties hautes de la nef, le chœur et le clocher en brique de sable, étant donné que les carrières de pierre sont inaccessibles.

### La plus grande église de la ville
En 1558, la ville de Calais est reconquise par la France et Notre-Dame devient ainsi, après la destruction de l'église Saint-Nicolas, qui devint la citadelle, l'église la plus importante de la ville.
Au XVIIe siècle, la chapelle d'axe, dite chapelle de la Vierge, prolonge l'édifice. La longueur de 88 mètres permet d'accueillir plus de fidèles (six mille).

### Restauration de l'édifice au XIXe siècle
À la Révolution, l'église est transformée en temple dédié au culte de la Raison et en entrepôt, pour être ensuite rendue au culte catholique en 1802.
Fin XIXe siècle, en 1863, le doyen de Calais, l'archiprêtre de Lencquesaing, engage des travaux de décoration de style néogothique : des ogives en plâtre recouvrent les voûtes en bois, un enduit en plâtre recouvre les murs  et le portail principal est reconstruit, donnant un style Tudor, alors en vogue à cette époque à Calais.
L'édifice est classé monument historique le 10 septembre 1913.

### Mariage de Charles de Gaulle et d'Yvonne Vendroux
En 1920, à Paris, Yvonne Vendroux rencontre Charles de Gaulle, alors capitaine revenant d'une mission en Pologne. Yvonne Vendroux est issue d'une famille d'industriels calaisienne d'origine néerlandaise, du nom de « Van Droeg » transformé en « Vendroux », son père, Jacques, est le président du conseil d'administration d'une biscuiterie, sa mère, Marguerite Forest est issue d'une famille de notaires ardennais. Yvonne et Charles se fiancent le 11 novembre et se marient le 7 avril 1921, en l’église Notre-Dame de Calais.

### Destruction et restauration au XXe siècle
Bombardée par les alliés le 23 septembre 1944, l'église voit son clocher s’effondrer sur le transept nord.
Menacée dans un premier temps de destruction totale à la Libération, elle fait l'objet d'une vaste campagne de restauration depuis les années 1960 :
- 1963-1973 : reconstruction de la nef et du clocher.
- 1976-1978 (puis en 2001) : création de vitraux par le maître-verrier Gérard Lardeur.
- 2002-2013 : restauration du chœur, du retable et de la chapelle.

## Description

### Extérieur
Bâtie en forme de croix latine, l'église rappelle une forteresse. Son architecture est originale en France, c'est le seul édifice religieux construit selon le style perpendiculaire anglais et une tour-lanterne quadrangulaire, haute de 56 m, a été construit au dessus de la croisée du transept au XVe siècle. Renforcée par des contreforts d’angle et des contreforts intermédiaires, elle donne à l'édifice son aspect massif qui rappelle certaines églises fortifiées médiévales. Sa base carrée à deux niveaux, est surmontée de quatre clochetons. Quatre cloches sont suspendues dans cette partie basse du clocher, la plus ancienne date de 1821, elle pèse 2,8 t.
La partie supérieure de forme octogonale et conique supporte une flèche recouverte d'ardoise avec un coq au sommet. Une galerie au pied de la flèche de la flèche a servi de chemin de ronde jusqu’en 1846. Par temps clair, on peut apercevoir depuis cette galerie le château de Douvres.
L'église mesure 90 mètres de long sur 45,50 m de large, les voûtes culminent à 18 de hauteur. Son axe présente une inclinaison prononcée vers le nord-est.
La porte septentrionale, dite porte Saint-Pierre, est flanquée de deux hautes tours percées de meurtrières elle donne accès au bras nord du transept, la partie la plus ancienne de l'église, les murs en pierre boulonnaise ont une épaisseur de 1,60 m. La porte méridionale, dite porte Saint-Jacques, est condamnée du fait de la construction de bâtiments sur l’emplacement de l’ancien cimetière supprimé en 1794. Le portail de la façade occidentale a été percé au XVIIIe siècle.

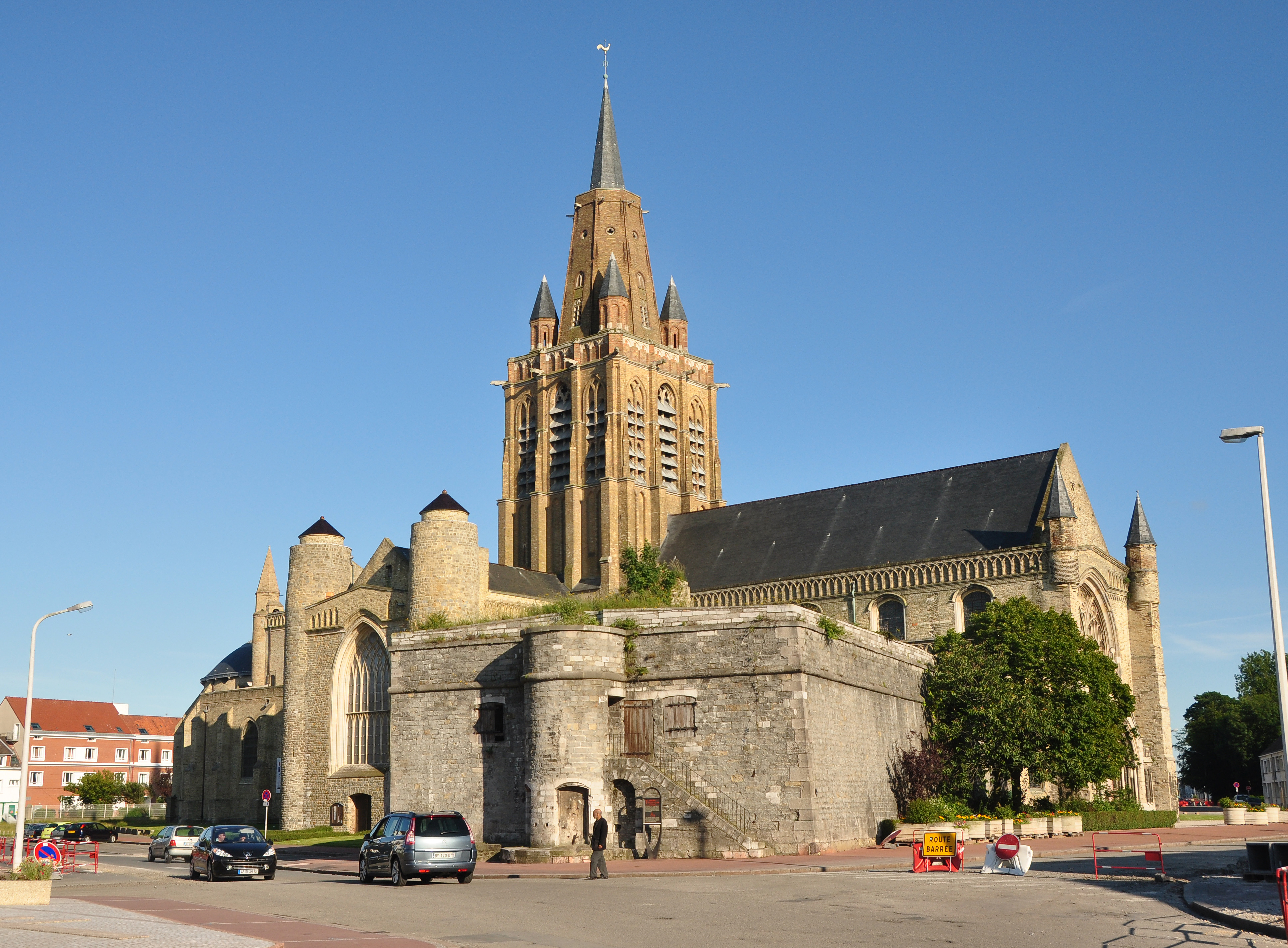
Église et partie fortifiée.
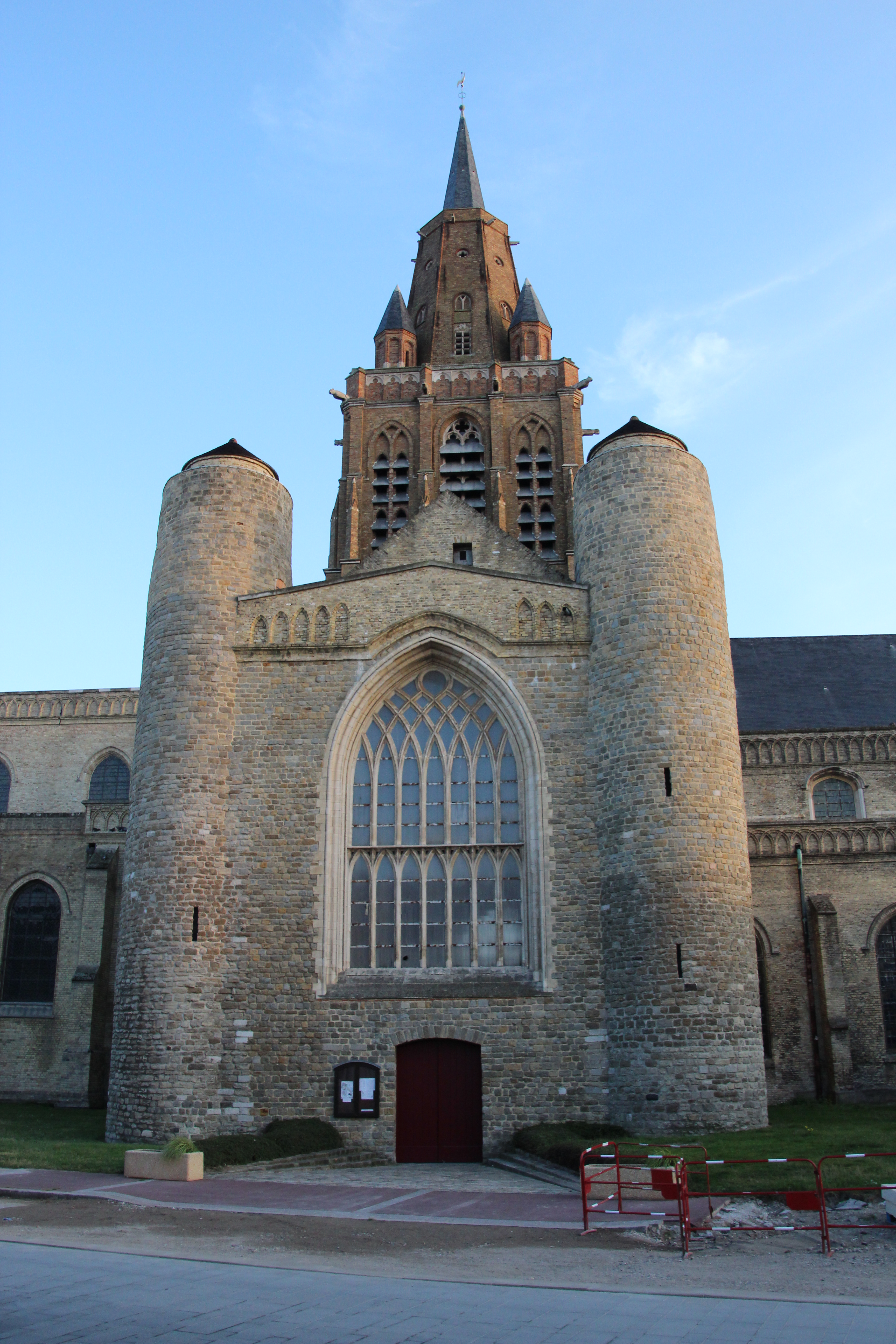
Façade du transept nord.
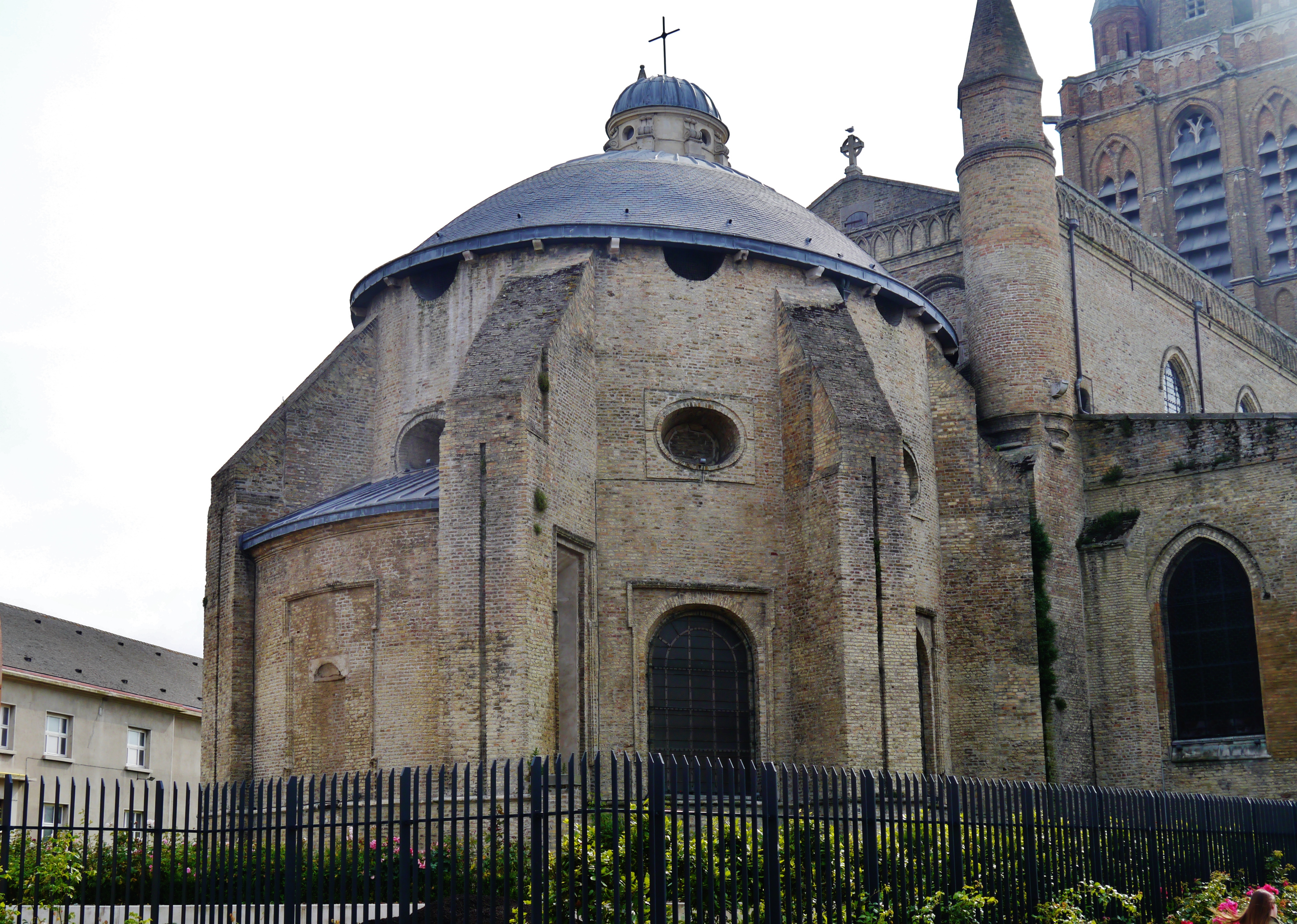
La chapelle mariale.

### Intérieur

#### Le chœur
Le chœur frappe par son ampleur. Il conserve au dessus du maître-autel, un imposant retable baroque en marbre polychrome et pierre (en albâtre, pierre de touche de Dinant et jaspe du Hainaut), élevé et sculpté de 1624 à 1629, par le sculpteur flamand Adam Lottmann. dans la partie supérieure, au centre, se trouve un tableau de Gerard Seghers représentant l'Assomption restaurée en 2005. Cette toile est surmontée d'une niche ornée d'une sculpture de la Vierge à l’Enfant, entourée d’anges ainsi que d' allégories de la Foi et de l’Espérance qui la désignent de la main. Juste au-dessus de la Vierge à l’enfant, le Christ ressuscité apparaît entouré de deux petits anges. Sur le soubassement des deux parties latérales, se trouvent les statues des quatre évangélistes. Au-dessus se dressent deux à deux quatre colonnes composites encadrant la statue en albâtre de Charlemagne d’un côté et de saint Louis de l’autre. Les colonnes supportent deux frontons au milieu desquels on trouve respectivement les représentations de la Foi et de l’Espérance. Le retable est classé monument historique, au titre d'objet depuis le 5 décembre 1908 .
La partie inférieure du maître-autel, en marbre blanc, est décorée de fines sculptures et surmontée d’un tabernacle orné de colonnes de jaspe et décoré de deux bas-reliefs représentant les Hébreux recevant la manne et les apôtres. La corniche du tabernacle est ornée d'anges sculptés tenant des urnes et de chérubins.
Des balustrades en marbre et en albâtre ferment le chœur sur les bas-côtés depuis 1648 décorées de frises aux motifs d’anges, de fruits, de dauphins, d’aigles et de cygnes. Elles sont ; elles sont l’œuvre de Gaspard Marsi. La grille de clôture ouvragées (galbes, feuillage fleuri, pilastres et urnes néoclassiques) furent réalisées en 1782.

#### La chapelle mariale
La chapelle mariale a été construite dans le prolongement du chœur de 1631 à 1635, contre le chevet plat de l’église. Bâtie sur un plan elliptique, cette chapelle de 18 m sur 9,75 m est soutenue à l’extérieur par d’épais contreforts de briques et coiffée d’un dôme orné d’un lanternon ajouré au XIXe siècle. Son aspect extérieur plutôt austère contraste avec le décor intérieur, larges baies en plein-cintre, murs et coupole sont rythmés par des stucs exécutés de style classique français. Le renfoncement destiné à abriter l’autel date de 1680. À gauche de l'entrée de la chapelle, se trouve le monument funéraire en albâtre de Lucrèce de Bernes, épouse d’Antoine de Jacomel, maître des requêtes de l’Hôtel du roy. 

#### Le transept
En 2006, le groupe sculpté représentant la Mise au tombeau, datant de la fin du XVIe ou du début du XVIIe siècle a été replacé dans une niche du bras sud du transept, il se trouvait à l'origine dans la nef. Le Christ mort, gisant sur un tombeau de pierre, est entouré de Marie, sa mère, de saint Jean, de sainte Marie-Madeleine et d’une femme portant un pot, Nicodème et de Joseph d’Arimathie se tenant aux extrémités. La restauration de ces sept statues de calcaire a permis de relever des traces de polychromie et de redécouvrir la finesse des détails sculptés : turbans, boutons, barbes ...

#### La nef
Les voûtes en lambrissées reposent sur des colonnes cylindrique. Les murs sont percées de baies en plein cintre, garnis de grands vitraux colorés réalisés par Gérard Lardeur. Un nouveau dallage reprenant le motif de celui d’avant-guerre copiant sur celui  de la chapelle du King’s College de Cambridge a été posé dans le transept et dans la nef.
Les fonts baptismaux, datant du XVe siècle, en pierre de Soignies, ont été remontés en 2005 et scellés à l’angle ouest du bas-côté nord de la nef. Deux bénitiers réalisés par le sculpteur niçois Naffei à la fin du XIXe siècle ont été replacés, en 2005, près de l’entrée principale.
L'église est le départ de la via Francigena en France.

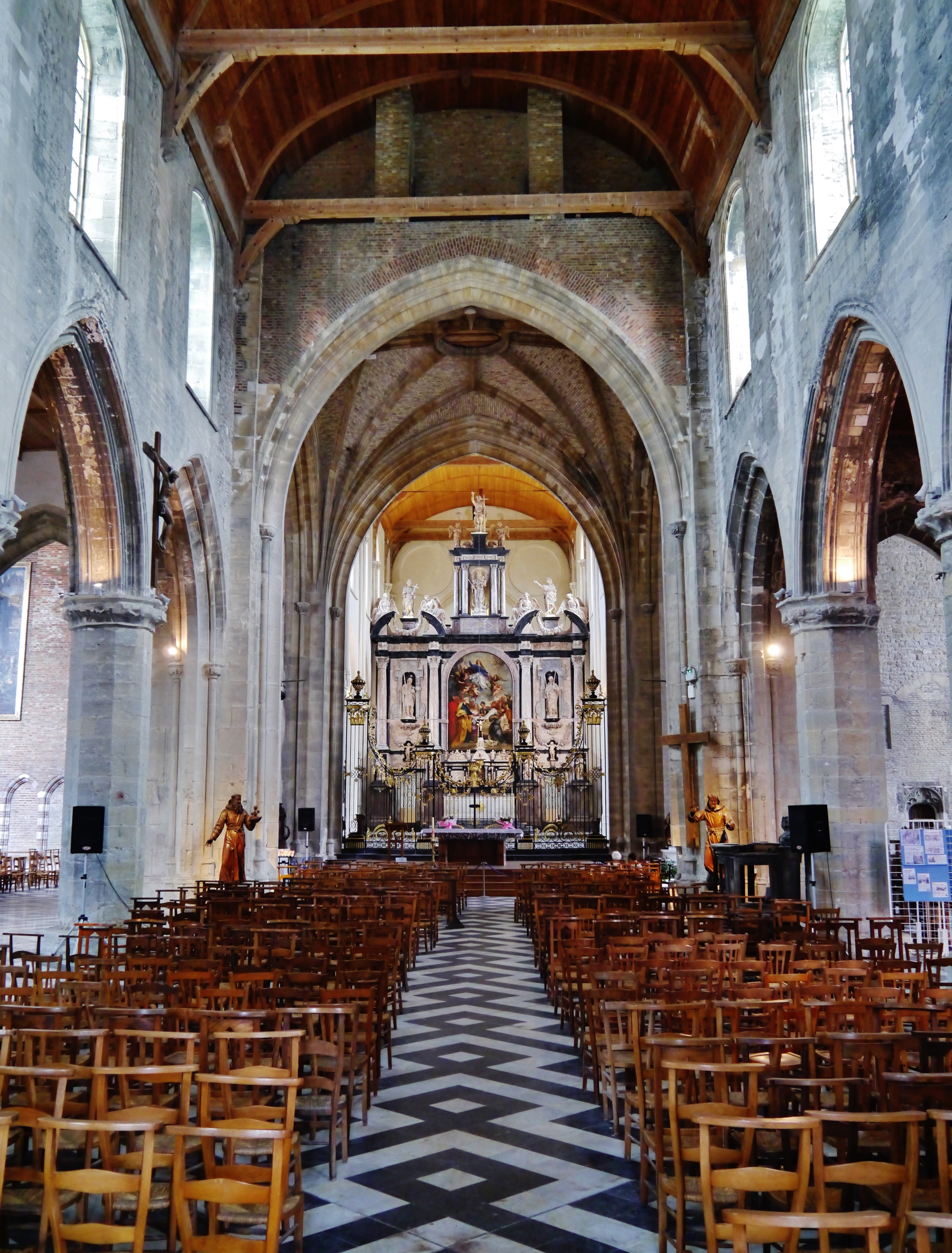
Vue depuis la nef.
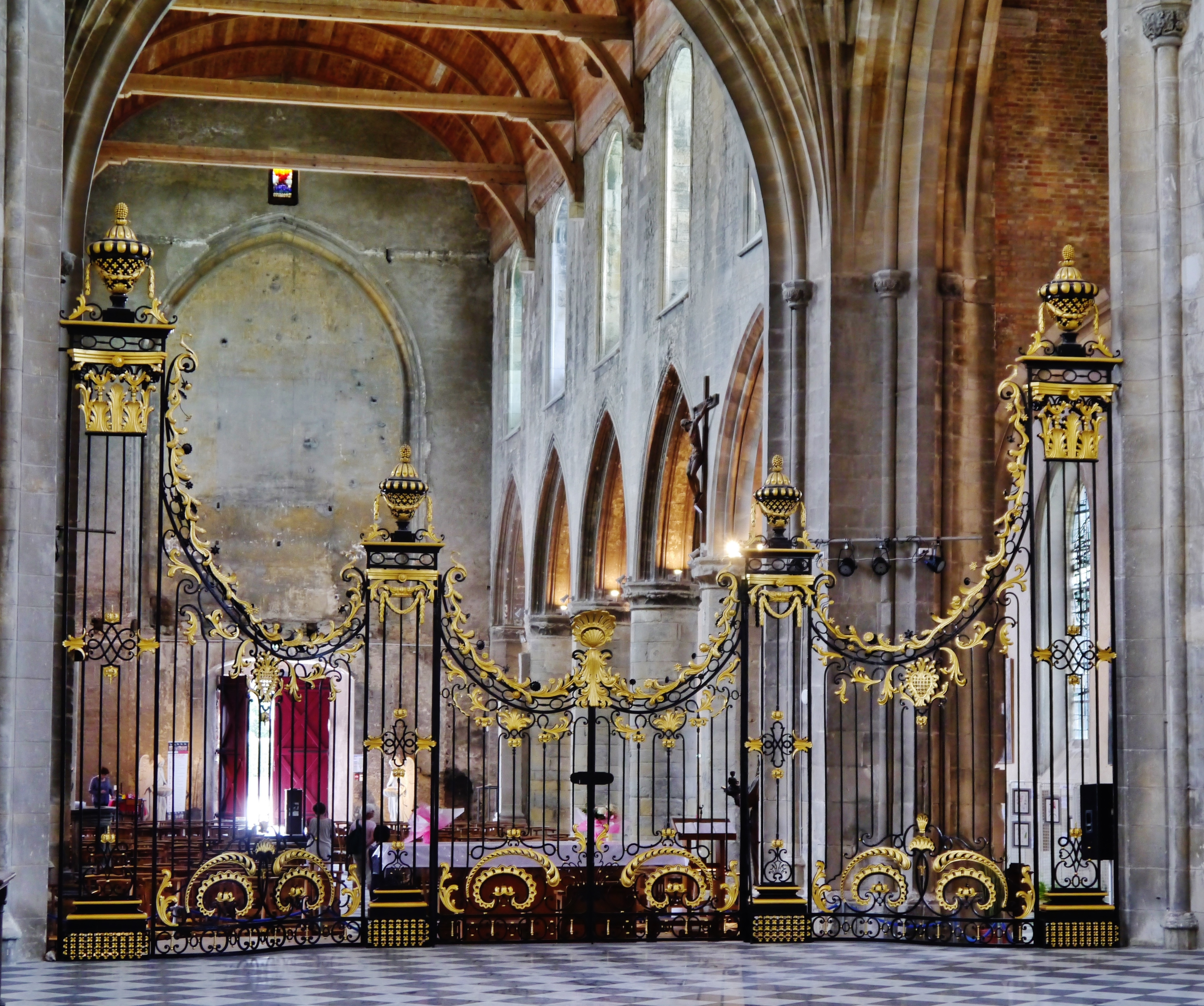
Nef, grille du chœur.
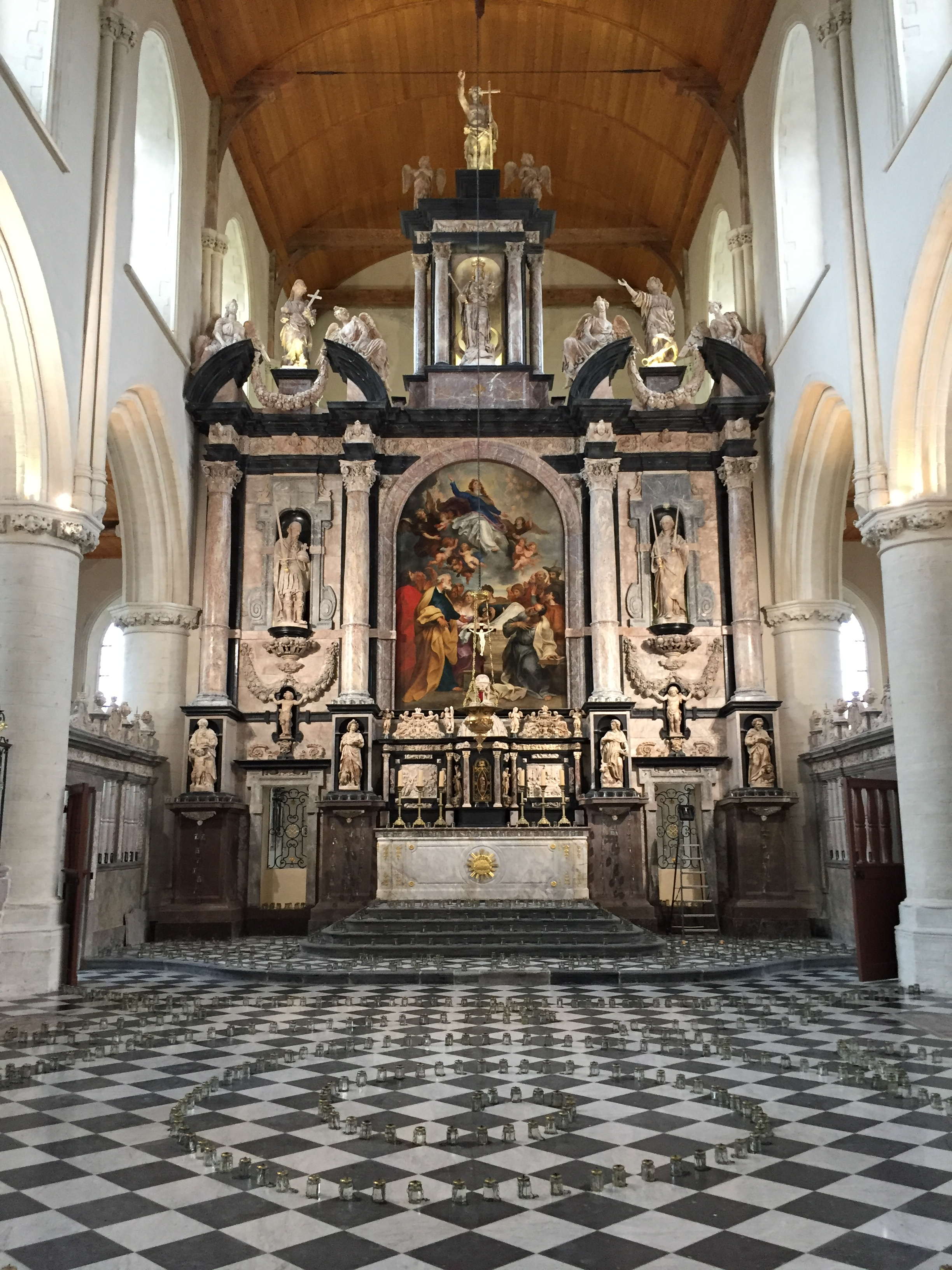
Le retable.

## Lieu de tournage
- En 1964, Henri Verneuil tourne une scène de son film Week-end à Zuydcoote à l’intérieur de l’église Notre-Dame, en ruine.

- En octobre 2019, l'équipe de l'émission Secrets d'Histoire a tourné plusieurs séquences à l'église Notre-Dame dans le cadre d'un numéro consacré à Lady Hamilton, intitulé  Splendeur et déchéance de Lady Hamilton et diffusé le 20 janvier 2020 sur France 3[6].